# Cocoa (Florida)
Cocoa è un comune degli Stati Uniti d'America, situato in Florida, nella Contea di Brevard.